# ملعب وانكدورف
ملعب وانكدورف (بالإنجليزية: Wankdorf Stadium)‏ هو ملعب كرة قدم يقع في برن، سويسرا، يتسع لـ 64000 متفرج. استضاف الاستاد العديد من المناسبات الرياضية الهامة مثل نهائي كأس العالم 1954 ، نهائي كأس الامم الأوروبية 1961 . ونهائي كأس الكؤوس الأوروبية 1989 م

## التاريخ
بدأ بناء الملعب في 18 أكتوبر 1925. تم هدم الملعب في 3 أغسطس 2001 وبناء ملعب جديد بدلاً منه وهو ملعب دي سويس.